# Single (musik)
 For alternative betydninger, se single. (Se også artikler, som begynder med single)
En single er en kort grammofonplade eller cd, typisk med 1-5 sange, hvoraf den første sang er navngiveren til singlen. De øvrige sange kan være genindspilninger af den første sang eller nogle helt andre sange. Singler udgives som regel før eller efter udgivelsen af et studiealbum for at promovere musikken og sælge mere.

## Single (grammofonplade)
Også kaldet 45-single.
En 45-single har en a-side og en b-side, hvor a-siden som regel navngiver singlen. En 45-single er 7” (18cm) i diameter, hvilket giver cirka 3 minutters spilletid pr side.
Nogle musikere vælger også at udgive en maxi-single, dvs en 12" (30cm) plade, hvilket naturligvis giver tilsvarende længere spilletid, men mulighed for flere sange på B-siden.

## Cd-single
En cd-single har ligesom en cd kun en side og har samme diameter som et cd-album. I denne sammenhæng bruges ordet 'b-side' om de sange, som ikke giver navn til singlen.